# Esha Deol
Esha Deol (in punjabi ਏਸ਼ਾ ਦੇਓਲ, Ēśā Deol; Bombay, 2 novembre 1981) è un'attrice indiana.

## Biografia
Ha debuttato nel 2002 nel film Koi Mere Dil Se Poochhe, per il quale ha ottenuto il Filmfare Award per la miglior attrice debuttante e lo Screen Weekly Awards come migliore attrice debuttante.

## Filmografia
- Koi Mere Dil Se Poochhe, regia di Vinay Shukla (2002)
- Na Tum Jaano Na Hum, regia di Arjun Sablok (2002)
- Kyaa Dil Ne Kahaa, regia di Sanjay Chel (2002
- Kucch To Hai d'Anurag Basu et Anil V. Kumar (2003)
- Chura Liyaa Hai Tumne, regia di Sangeeth Sivan (2003)
- LOC Kargil, regia di J.P. Dutta (2003)
- Yuva, regia di Mani Ratnam (2004)
- Ayitha Ezhuthu, regia di Mani Ratnam (2004)
- Dhoom, regia di Sanjay Gadhvi (2004)
- Insaan, regia di K. Subhash (2005)
- Kaal, regia di Soham Shah (2005)
- Main Aisa Hi Hoon, regia di Harry Baweja (2005)
- Dus, regia di Anubhav Sinha (2005)
- No Entry d'Anees Bazmee (2005)
- Shaadi No. 1, regia di David Dhawan (2005)
- Pyare Mohan d'Indra Kumar (2006)
- Ankahee, regia di Vikram Bhatt (2006)
- Mera Dil Leke Dekho, regia di Rohit Kaushik (2006)
- Darling, regia di Ram Gopal Varma (2007)
- Cash, regia di Anubhav Sinha (2008)
- Hijack, regia di Kunal Shivdasani (2008)
- Tell Me O Kkhuda , regia di Hema Malini (2011)